# Rudy Thuillier
Rudy Thuillier (10 april 1983) is een professioneel golfer uit Frankrijk.

## Professional
In 2008 werd hij 3de bij de St Andrews Links Trophy en won hij op de Alps Tour de Masters 13 en de eerste ronde van de Tourschool.

In 2010 speelde hij zes toernooien op de Challenge Tour en twee op de Europese Tour. Hij ging naar de PQ1 (eerste ronde) van de Tourschool in Barbaroux, naar trok zich na drie rondes terug.

#### Alps Tour
- 2008: PQ1 in Lyon, Masters 13